# Tom
Em música, tom pode ter vários significados:
- pode ser um intervalo utilizado na escala diatônica que corresponde à diferença de altura entre duas teclas brancas do piano quando há uma tecla preta entre elas ou ainda entre duas teclas pretas (ou como é mencionado em livros antigos de teoria musical: tono, que é o termo original encontrado nas literaturas teórico-musicais espanholas e italianas).
- pode se referir à nota em relação à qual se constrói uma escala diatônica no sistema tonal clássico.
- também se refere à altura de um som na escala geral dos sons.

## Intervalo
Um tom é um intervalo utilizado na escala diatônica (e consequentemente em grande parte da música ocidental). Corresponde à diferença de altura entre duas teclas brancas do piano quando há uma tecla preta entre elas ou ainda entre duas teclas pretas. O tamanho exato de um semitom (em relação às frequências) depende do temperamento que é utilizado.
Os exemplos sonoros abaixo mostram um intervalo de um tom melodicamente (duas notas em sequência) e harmônicamente (as duas notas simultaneamente).

### O intervalo de um tom
No sistema de afinação conhecido como temperamento igual, um tom é igual a dois semitons.
Os termos tom e semitom são usualmente usados juntos para expressar intervalos. Por exemplo, a quarta justa tem 5 semitons ou 2 tons e meio. Em sua forma abreviada podemos usar esses termos para expressar as diferenças de altura entre as notas sucessivas de uma escala. Por exemplo, a escala maior pode ser expressa pela sequência de intervalos T-T-S-T-T-T-S, onde T significa tom e S, semitom.

### Significado matemático do tom
No sistema de temperamento igual, um intervalo de um tom é igual a dois semitons. Como a relação entre duas frequências separadas por um semitom é igual a {\displaystyle 1:2^{1/12}}  ou {\displaystyle 1:{\sqrt[{12}]{2}}}, a relação de um tom será {\displaystyle ({\sqrt[{12}]{2}})^{2}}, ou seja, {\displaystyle 1:{\sqrt[{6}]{2}}}.
Em sistemas que não utilizam o temperamento igual, tal como a escala pitagórica, baseada puramente na série harmônica e em relações inteiras de frequências, a oitava não é dividida em 12 semitons iguais, e consequentemente os semitons representam relações matemáticas diferentes. Nestes sistemas, os tons e semitons de uma mesma escala podem ter valores ligeiramente diferentes entre si.

## Tonalidade
O termo tom também pode, no sistema tonal clássico, se referir à nota em relação à qual se constrói uma escala diatônica qualquer e que representa o centro tonal em torno do qual se compõe a tensão e o repouso no qual esse sistema se baseia. Neste sentido, tom é sinônimo de tonalidade (na verdade pode-se dizer que "tom" seria uma abreviação de tonalidade, porém, escrita de forma errada, visto que essa abreviação deveria ser "ton."). Quando dizemos, por exemplo que uma música está no tom de Dó maior, isso significa que a música é composta em uma escala maior, cuja nota tônica da escala é o Dó natural.

## Altura
Tom também se refere à altura de um som na escala geral dos sons. Por exemplo:
- Um tom grave, como até um tom muito baixo.
- um tom agudo, como um tom muito alto

## Diapasão
O tom padrão oficialmente adotado é o Lá, de 440 vibrações duplas por segundo. Numa orquestra sinfônica, o oboé d'amore é o instrumento mais indicado para dar o tom de Lá, pelo qual todos os outros músicos afinam seus instrumentos antes de começar a tocar. O Lá de 440 vibrações duplas por segundo é o tom que se afina o piano e todos outros instrumentos ocidentais.